# Лёгкие крейсера типа «Вустер»
«Вустер», тип лёгких крейсеров во флоте США в 1940-х годах: заложены в 1945, вошли в состав флота в 1948-49. Лёгкие крейсера типа «Вустер» и современные им тяжёлые крейсера типа «Де Мойн» стали последними чисто артиллерийскими крейсерами, построенными для ВМС США. Планировалось построить десять крейсеров данного типа, но в связи с окончанием Второй мировой войны 1939—1945 и выявившимися проблемами с вооружением построили только два: «Вустер» (CL-144 Worcester) и «Роанок» (CL-145 Roanoke) из четырёх заказанных.
Корабли хотя и соответствовали своему классу (лёгкий крейсер), неся двенадцать 152 мм орудий, фактически были крупнейшими крейсерами, когда-либо построенными: были длиннее и имели большее водоизмещение, нежели тяжёлые крейсера типа «Балтимор». Благодаря этому имели ироническое прозвище «ну очень большие лёгкие крейсера».
Оба крейсера — «Вустер» (CL-144 Worcester) и «Роанок» (CL-145 Roanoke) были выведены из состава флота в 1958, являясь последними лёгкими крейсерами во флоте США. В начале 70-х годов были проданы на слом.

## Конструкция

### Вооружение

#### Универсальный главный калибр
Ключевым элементом проекта «Вустер» были новые универсальные 152-миллиметровые 47-калиберные орудия 6"/47DP Mark 16 с автоматическим перезаряжанием. Способные перезаряжаться при любом угле вертикального наведения и обладающие высокой скорострельностью, эти орудия должны были быть равно эффективны как в бою с кораблями противника, так и в противодействии неприятельской авиации.
Орудия представляли собой капитальную модернизацию обычного 152-мм/47 орудия, использовавшегося на предшествующих сериях американских легких крейсеров. За счет применения механического заряжания, темп стрельбы возрос до 12 выстрелов на орудие. Вертикальный цепной элеватор поднимал снаряды из орудийного погреба, и перегружал их на маятниковый подающий лоток, соединенный со стволом орудия. Снаряды и заряды подавались отдельно; при этом имелось два подающих механизма, отдельно для зенитных и осколочно-фугасных снарядов (весом 47 кг) и отдельно для более коротких бронебойных снарядов (весом 59 кг). Все это привело к значительному усложнению конструкции.
На крейсерах типа «Вустер» было установлено шесть двухорудийных башенных установок, по три в носовой и в кормовой части; при этом, концевые башни и с носа и с кормы располагались на одном уровне, а ближайшие к середине корабля были приподняты на барбетах и стреляли поверх концевых. Значительный вес дополнительных механизмов привел к тому, что башни весили 208 тонн каждая — то есть больше чем трехорудийные башни предшествующего типа.
Теоретически, орудия крейсеров типа «Вустер» обеспечивали поражение воздушной цели на высоте до 15 километров; предельная дальность при стрельбе по надводным целям составляла 23800 метров. Однако, на практике, орудийные установки этих крейсеров оказались неудачными; ненадежные, излишне переусложненные, они были склонны к механическим поломкам и частому заклиниванию. Проектный темп стрельбы в 12 выстрелов в минуту на практике не удавалось выдержать сколь-нибудь долго.
После войны рассматривались планы замены прежних двухорудийных башен новыми трёхорудийными — которые предполагалось создать на основе доказавших свою надежность башен главного калибра тяжелых крейсеров «Де Мойн». Подобная замена на треть увеличила бы число орудий, и позволила бы повысить скорострельность до 20-25 выстрелов в минуту на орудие, также решив и вопросы надежности. Это предложение не получило поддержки, так как на разработку башен нового типа потребовалось бы время, а зенитные ракеты Lark уже представлялись более перспективным оружием.

#### Зенитное вооружение
Первоначально предполагалось, что благодаря универсальному главному калибру, легкие крейсера типа «Вустер» не нуждаются в специализированном противовоздушном вооружении. При вступлении в строй, на них установили несколько 20-мм автоматических пушек, но только для учебных стрельб. Однако, проблемы с тяжелыми универсальными орудиями привели к необходимости усилить противовоздушную оборону кораблей.
В начале 1949, оба крейсера этого типа были оснащены батареей 76-миллиметровых орудий Mark 27, длинной ствола в 50 калибров. Эти орудия разрабатывались во время войны в срочном порядке как средство борьбы с японскими камикадзе, против которых существовавшие 20-мм и 40-мм автопушки показали себя недостаточно эффективными; однако, война закончилась прежде, чем установки поступили на вооружение. При скорострельности в 40-50 выстрелов в минуту, орудия могли поражать самолеты противника на высоте до 9 километров.
С каждого борта крейсеров типа «Вустер» было расположено по пять спаренных установок Mark 27. Еще одна спаренная установка была смонтирована в носовой оконечности крейсера, над форштевнем, и две одноствольные установки Mark 33 были смонтированы на выступах в корме. Таким образом, противовоздушная оборона кораблей была существенно усилена.

#### Радиоэлектронное оснащение
Крейсера типа «Вустер» несли развитое по меркам времени радиоэлектронное оснащение, хотя и представленное в основном моделями радаров военного времени. На носовой мачте были установлены радар обнаружения воздушных целей SR-2 и радара обнаружения надводных целей SG-6. Между трубами была установлена короткая мачта с радаром предупреждения о воздушном нападении SR-6. Кормовая мачта использовалась для расположения радиолокационного высотомера SP-2; он был необходим, так как радары SR-серии не могли определять высоту воздушных целей.
Управление огнём орудий главного калибра осуществлялось с помощью четырех директоров Mk37 с установленными поверх них радарами Mk25. Директоры были расположены ромбом; один на крыше носовой надстройки, по одному с каждого борта в центре корпуса и один на крыше кормовой надстройки. За счет этого корабль мог координировать огонь одновременно по трем целям в любом направлении. Дополнительно, каждая башня крейсера была оснащена собственным прицельным радаром Mk27.
Для выдачи целеуказания 76-мм орудиям использовались четыре директора Mk53, оснащенные радарами Mk35; директоры были смонтированы на высоких опорах по бокам от надстройки. Также, собственные директоры имелись у носовой и кормовых зенитных 76-мм орудий. Общим числом, крейсера типа «Вустер» несли 19 радаров управления огнём.

#### Авиационное оснащение
По проекту, крейсера должны были иметь авиационное оснащение в виде гидросамолетов для разведки и целеуказания. Они должны были иметь подпалубный ангар на два гидросамолета в кормовой части, подъемный кран для подъема приводнившихся машин на борт, и две поворотные гидравлические катапульты.
Однако, уже в ходе постройки крейсеров было принято решение отказаться от базирования на них гидроавиации. Было сочтено, что крейсера типа «Вустер» едва ли будут действовать когда-либо вне авианосного ордера, и поэтому всегда могут полагаться на палубную авиацию. Кроме того, характеристики гидросамолетов уже не соответствовали требованиям времени. В результате, было решено оснастить крейсера начавшими поступать к этому времени на вооружение вертолетами «Сикорский» HO2S. Корму кораблей переоборудовали под вертолетную площадку; от установки катапульт отказались, а кран использовали для спуска и подъема катеров и шлюпок.

### Бронирование
Крейсера типа «Вустер» были очень хорошо защищены по меркам легких крейсеров. Они имели броневой пояс, толщиной от 76 миллиметров до 127 миллиметров напротив машинного отделения.
Броневые башни крейсеров имели толщину лобовых плит в 170 миллиметров, и боковых — 76 миллиметров. Барбеты башен защищались 130-мм плитами. Горизонтальная защита обеспечивалась 25 мм главной палубой и броневой палубой толщиной в 89 миллиметров. Бронирование обеспечивало им эффективную защиту жизненно важных частей от огня 152-мм бронебойных снарядов на дистанциях от 8,5 до 24,3 км. Горизонтальная защита по массе превосходила вертикальную и являлась главной защитой кораблей — это был своего рода ренессанс бронепалубных крейсеров. Защита прежде всего предназначалась против авиационных бомб, так 1000-футовая полубронебойная бомба не пробивала палубу вовсе, а бронебойная бомба того же калибра, для того чтобы пробила палубу должна быть сброшена с высоты, не менее 2300 м.

### Силовая установка
Силовая установка крейсеров была представлена четырьмя турбозубчатыми агрегатами производства фирмы «Дженерал Электрикс», общей мощностью в 120 000 лошадиных сил. Четыре котла с давлением в 620 фунтов на квадратный дюйм обеспечивали пар для движения с максимальной скоростью в 33 узла. Скорость экономического хода составляла 15 узлов; дальность плавания при подобной скорости достигала 15 500 км.

## В серии
«Вустер» — заложен 29 января 1945 г., спущен 4 февраля 1947 г., вошёл в строй 26 июня 1948 г.
«Роанок» — заложен 15 мая 1945 г., спущен 16 июня 1947 г., вошёл в строй 4 апреля 1949 г.
Еще два крейсера — CL-146 «Валлехо» и CL-147 «Гэри» — были заказаны, но постройку их отменили еще до закладки.

## Служба
Первоначальная программа предусматривала постройку десяти крейсеров типа «Вустер» для поддержки авианосных соединений, однако, весной 1945 года война уже близилась к завершению; было заказано всего четыре крейсера этого типа, и только два — «Вустер» и «Роанок» — заложены, спущены на воду и введены в строй.
Вступивший в строй летом 1948 «Вустер» первоначально был включен в состав Атлантического Флота. В 1949, он некоторое время оперировал в составе 6-го флота в Средиземном Море, но после начала военных действий в Корее, крейсер был направлен на Тихий Океан. Пройдя Суэцким Каналом, «Вустер» пересек Индийский Океан и присоединился к американскому флоту в восточной Азии. Он действовал в составе Тайваньского Патруля — американского соединения, защищающего остров от угрозы вторжения китайских коммунистов с материка.
В дальнейшем, «Вустер» был включен в состав Тактической Группы TF-77, включавшей авианосцы «Вэлли Фордж» и «Филиппине Си», оперирующей у берегов Кореи. Считалось, что мощные универсальные орудия крейсера будут хорошей защитой авианосцам в том случае, если авиация Северной Кореи или Китая попытается атаковать американские корабли. Как и другие крейсера, он активно задействовался в операциях по обстрелу побережья, где высокая огневая производительность его орудий оказалась очень кстати; «Вустер» продемонстрировал себя превосходным кораблем огневой поддержки. Крейсер участвовал в поддержке Инчхонской амфибийной операции, и в дальнейшем продвижении войск ООН на север.
Весной 1951, крейсер прошел ремонт в Филадельфии. В боевых действиях он больше участия не принимал; ротируясь между Атлантическим и Тихим Океаном, он прослужил до 1958 года.
«Роанок», вошедший в строй весной 1949, участия в боевых действиях не принимал. До 1955 он служил в составе 6-го флота на Средиземном Море; затем был переведен на Тихий Океан.
В 1958 году, оба крейсера были выведены в резерв. Командование американского флота не видело более смысла держать в строю чисто артиллерийские крейсера, чьи возможности противовоздушной обороны значительно уступали возможностям ракетных крейсеров, вооруженных управляемым ракетным оружием. В резерве, «Вустер» и «Роанок» простояли до 1972 года, после чего были разобраны на лом.

## Оценка проекта
Крейсера типа «Вустер» завершили эволюцию американских легких артиллерийских крейсеров, подобно тому как «Де Мойны» завершили эволюцию тяжелых. Они представляли собой последнее поколение тяжелых артиллерийских надводных кораблей — крейсера с универсальными автоматическими орудиями главного калибра — знаменуя собой окончательное признание лидирующей роли авиации в войне на море. Фактически, их концепция являлась попыткой скомбинировать вооружение и броневую защиту легкого крейсера типа «Кливленд» с противовоздушными возможностями крейсера ПВО типа «Атланта».
Спроектированные как попытка радикально увеличить возможности противовоздушной обороны легких крейсеров, корабли типа «Вустер», впрочем, не были вполне удачны для этой роли. Помимо того, что их основное вооружение — 152-миллиметровые универсальные орудия — оказались ненадежны и склонны к поломкам, сами крейсера, очевидно, были избыточно велики для своих возможностей. Водоизмещение в 18000 тонн делало эти корабли сопоставимыми по размеру и стоимости с тяжелыми крейсерами.
Главной же проблемой этих крейсеров оказалось то, что они поступили на вооружение уже после войны — когда американский флот имел в своем составе более чем достаточно новых легких крейсеров и крейсеров ПВО предшествующих проектов. В результате, серия была ограничена только двумя кораблями, которыми ни разу не удалось проявить себя в той задаче, для которой их создавали - противовоздушная оборона эскадр. На них развитие американских артиллерийских крейсеров противовоздушной обороны завершилось; развитие реактивной авиации сделало тяжелую зенитную артиллерию малоэффективной в сравнении с зенитным ракетным вооружением.